# Biogeochimie
Biogeochimia este disciplina dedicată studiului interacțiunilor fizico-chimice, biologice și geologice, în particular a ciclurilor biogeochimice ale elementelor chimice.